# River Dart

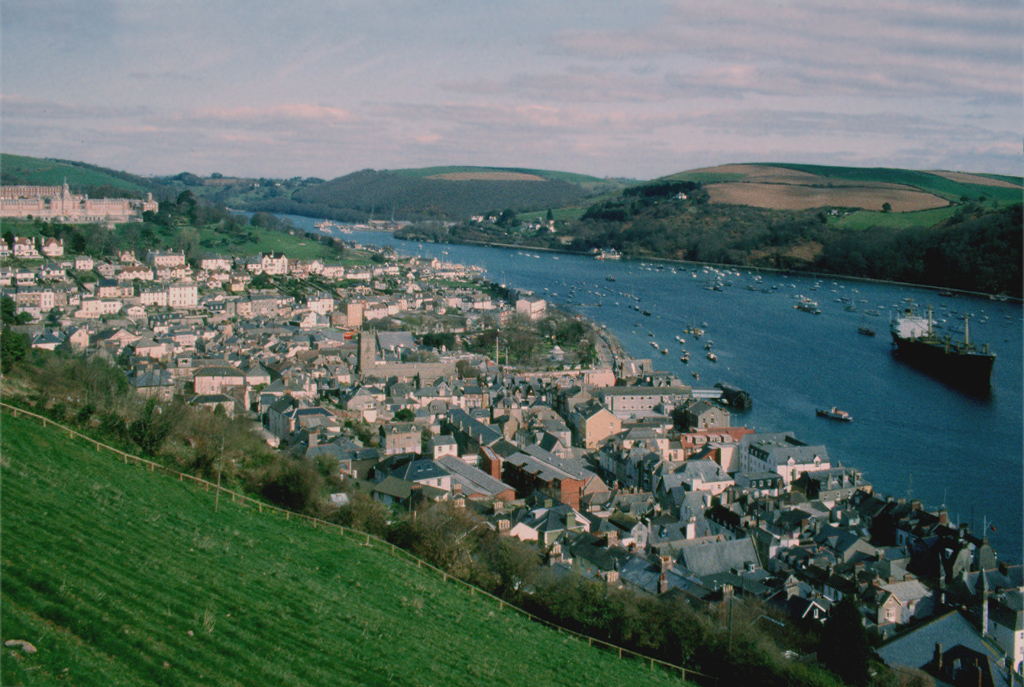
Mündung des Dart bei Dartmouth

Der River Dart ist ein Fluss in der Grafschaft Devon im Südwesten Englands. Er entspringt hoch im Dartmoor und mündet bei Dartmouth in den Ärmelkanal. Das Flusstal und seine Umgebung sind von großer landschaftlicher Schönheit. Königin Victoria nannte ihn den englischen Rhein.

## Quelle und Verlauf
Der River Dart hat zwei Quellflüsse: East Dart River und West Dart River – sie vereinigen sich bei der Ortschaft Dartmeet. Ihr Lauf wird hin und wieder von kleineren Kaskaden unterbrochen, und es gibt einige Stepping stones und Clapper bridges, vor allem auf der Höhe des Weilers Postbridge.
Nachdem der Dart das Moor hinter sich gelassen hat, fließt er nach Süden, vorbei an Buckfast Abbey und durch die Ortschaften Buckfastleigh, Dartington und Totnes. In Totnes, wo ein in den 1960er Jahren restauriertes Wehr aus dem 17. Jahrhundert steht, beginnt der Einfluss der Gezeiten, und es gibt flussabwärts keine Brücken mehr. Zwischen Dittisham und Greenway verkehrt stattdessen eine Fähre. Greenway Estate war das Heim der Schriftstellerin Agatha Christie, von dem aus sie einen herrlichen Blick über den Fluss genoss. Haus und Gärten sind jetzt im Besitz des National Trust und für die Öffentlichkeit zugänglich.

## Mündung
Die Dart-Mündung ist eine tief ins Land eindringende Meeresbucht (Ria) und beliebtes Ziel für Segelsportler. Auf der Ostseite der Mündung liegt die Ortschaft Kingswear und auf der Westseite die Stadt Dartmouth; zwischen beiden Ortschaften verkehrt eine Autofähre. Felsige Klippen auf beiden Seiten der Mündung bilden den Eingang zum Tiefwasser-Hafen von Dartmouth. Auf der Ostseite, nahe am Wasser, wacht Kingswear Castle; auf der Westseite steht auf einer felsigen Landzunge auf Meeresniveau Dartmouth Castle. Einst wurde in der Abenddämmerung eine Kette zwischen den beiden Burgen gespannt, um feindlichen Schiffen den Zugang zum Hafen zu verwehren. Auf Dartmouth Castle sind noch Reste des Mechanismus erhalten.

## Schifffahrt
Zwischen Dartmouth und Totnes verkehren im Sommer Personenschiffe.

## Literarische Rezeption
Alice Oswald hat mit dem gleichnamigen Buch eine literarische Würdigung des Flusses angefertigt.